# Chương trình truyền hình
Chương trình truyền hình hay chương trình ti-vi hay chương trình TV (tiếng Anh: television program hoặc television show) là một phân đoạn của nội dung dự định để phát sóng trên truyền hình, mà không phải là một đoạn quảng cáo thương mại, quảng cáo kênh hay quảng cáo phim. Nó có thể là một bản sản xuất duy nhất, hoặc phổ biến hơn, một loạt các phần liên quan (cũng được gọi là một bộ phim truyền hình).
Một bộ phim truyền hình bao gồm một số giới hạn các tập phim có thể được gọi là phim truyền hình ngắn tập hoặc dài tập. Các bộ phim dài tập không có một chiều dài cố định thường được chia thành nhiều mùa hay nhiều series, hàng năm hoặc nửa năm của những tập phim mới. Trong khi đó không có cố định chiều dài cho phim, thực tế ngành công nghiệp Mỹ có xu hướng ủng hộ các bộ phim ngắn tập là series hơn so với một số nước khác.
Chương trình phát sóng chỉ 1 lần có thể được xem là một chương trình "đặc biệt". Một bộ phim điện ảnh truyền hình (tức "phim điện ảnh sản xuất cho truyền hình") là một bộ phim mà ban đầu được phát sóng trên truyền hình, thay vì so với một bộ phim được công chiếu lần đầu ở các rạp chiếu phim.
Một chương trình có thể được ghi lại như trên băng video hoặc các vật lưu trữ khác nhau, hoặc không lưu trữ mà để truyền hình trực tiếp.

## Định dạng
Chương trình truyền hình có thể hư cấu (như trong những phim hài kịch và phim truyền hình), hoặc không hư cấu (như trong tài liệu, tin tức, và truyền hình thực tế). Nó có thể là chuyên đề (như trong trường hợp của một bản tin trên đài địa phương và một số bộ phim được thực hiện cho truyền hình), lịch sử (như trong trường hợp của nhiều phim tài liệu và phim hư cấu). Chúng có thể cùng chủ yếu là giảng dạy, giáo dục, giải trí hay như trường hợp trong tình huống hài kịch và các game show.
Một chương trình phim truyền hình thường có một tập hợp các diễn viên trong một khung cảnh khá quen thuộc. Chương trình này đi theo cuộc sống của họ và cuộc phiêu lưu của họ. Ngoại trừ các chương trình truyền hình dài tập kiểu serial, nhiều chương trình truyền hình đặc biệt trước những năm 1980, có nội dung ít thay đổi mà không có xoay vòng trong câu chuyện, và cuộc sống của các nhân vật chính và tiền đề thay đổi rất ít. Nếu một số thay đổi đã xảy ra với cuộc sống của các nhân vật trong tập phim này, nó thường được kết thúc. (Bởi vì điều này, các tập phim có thể được phát sóng theo bất kỳ trật tự nào.) Từ những năm 1980, có rất nhiều bộ phim có tính năng thay đổi tiến bộ đến cốt truyện, nhân vật, hoặc cả hai. Ví dụ, Hill Street Blues và St. Elsewhere là hai trong số các nguyên tố thời gian phim truyền hình đầu tiên của Mỹ có loại cấu trúc ấn tượng, trong khi hàng loạt các bộ phim sau như Babylon 5, là một ví dụ điển hình của sản xuất như vậy mà đã có một cốt truyện được xác định trước kéo dài qua 5 mùa phát của chương trình này.
Trong năm 2012, phim truyền hình đã được phát triển thành một thành phần lớn và đã mang về doanh thu nhiều hơn cho các công ty truyền thông lớn". Một số báo cáo cũng ghi nhận sự gia tăng chất lượng của một số chương trình truyền hình. Năm 2012, đạo diễn phim giành Academy Award - Steven Soderbergh, bình luận về sự nhập nhằng và phức tạp của nhân vật và câu chuyện kể, nói: "Tôi nghĩ rằng những phẩm chất đang được nhìn thấy trên phim và những người muốn xem những câu chuyện có những loại phẩm chất này là xem truyền hình."

## Phân loại

### Giải trí có kịch bản
- Phim bộ hoạt hình
- Lễ trao giải thưởng (có kịch bản một phần)
- Chương trình nhiều tập, gồm nhiều thể loại:
  - Phim hành động hoặc Giật gân
  - Phim hài
  - Medical drama
  - Police procedural
  - Political drama
  - Khoa học giả tưởng, Kỳ ảo, Kinh dị, Phim siêu nhiên
  - Chính kịch
  - Kịch xà phòng
  - Phim thanh xuân
- Miniseries và Điện ảnh truyền hình
- Hài kịch
  - Mockumentary
  - Satire
  - Sitcom
  - Sketch comedy

### Giải trí không theo kịch bản
- Trò chơi truyền hình
- Truyền hình thực tế
- Chương trình trò chuyện
- Chương Trình Tìm Kiếm Tài Năng

### Tin tức
- Thông tin quảng cáo – Những phóng sự quảng cáo thương hiệu được trả phí với thời gian lớn
- Thời sự
- Phim tài liệu
- Phóng sự